# 板橋 (新北市)
板橋，原名枋橋，是台灣新北市板橋區的一個傳統地域名稱，也是全區核心聚落所在地，位於該區中央。該地在日治初期為一舊制街庄，原範圍大致為今之光華里東南部、自強里南端及西南端、黃石里西南部、留侯里、挹秀里西端、赤松里西北部等地。在1920年改制為大字時，併入原崁頭厝庄西南部、深坵庄西部凸出部分、後埔庄西北端鐵道以西部分後，與今日行政區相較，其範圍大致包括留侯里、赤松里、黃石里、挹秀里不含東北端、流芳里、自強里最南端、光華里東南部、新興里北端。

## 歷史
台灣清治末期至日治前期，板橋為一街庄，稱為「枋橋街」，隸屬於擺接堡。該庄北與社後庄為鄰，東北與崁頭厝庄為鄰，東與深坵庄為鄰，東南為後埔庄，西南及西為湳仔庄。
1920年（日治大正九年），枋橋街併入原崁頭厝庄西南部、深坵庄西部凸出部分、後埔庄西北端鐵道以西部分，同時改制並雅化為「板橋」大字，隸屬於台北州海山郡板橋庄（後改制為板橋街）。戰後板橋街改制為板橋鎮，隸屬於台北縣，大字亦改制為里。其後板橋鎮先後改制為板橋市、板橋區。由於人口增加，如今板橋地區已細分為多個里。

## 交通
- 台北捷運板南線府中站（位於原後埔庄併入地區與後埔大字交界處）

## 政府機關
- 新北市政府警察局（位於原深坵庄併入地區內）
- 新北市板橋區公所（位於原深坵庄併入地區內）

## 學校
- 板橋高中（位於原崁頭厝庄併入地區內）
- 板橋國小（位於原崁頭厝庄併入地區內）

## 文化資產
- 林本源園邸（國定古蹟）
- 大觀義學（市定古蹟）
- 枋橋建學碑（位於原崁頭厝庄併入地區內，市定古蹟）
- 迪毅堂（位於原後埔庄併入地區內，市定古蹟）

## 其他廟宇
- 板橋接雲寺（觀音寺）
- 板橋慈惠宮（媽祖廟，板橋媽）

## 延伸閱讀
- 大愛電視，科普系列「發現」節目，《發現板橋之美》，臺北市，2014-02-08，慈濟傳播人文志業基金會。